# Learjet C-21
Il Learjet C-21 è la versione militare statunitense del Learjet 35A, un velivolo da trasporto executive per 8 passeggeri della Learjet. Il C-21 viene usato per il trasporto merci e passeggeri e può trasportare barelle nel caso di evacuazione medica. Tutti gli esemplari sono stati consegnati tra l'aprile 1984 e l'ottobre 1985, e ad oggi ne sono in servizio poco più di 70 esemplari, inquadrati nel Air Mobility Command dell'USAF.
Il velivolo è potenziato da due turbofan montati ai lati nella parte posteriore della fusoliera. Le ali sono leggermente a freccia e i flap vengono azionati idraulicamente. Il carrello d'atterraggio è di tipo triciclo anteriore, con freni idraulici a più dischi. Il suo costo per unità è di 3,1 milioni $. I serbatoi posti alle estremità alari lo distinguono da altri velivoli di questa categoria.
Il C-21 può trasportare 8 passeggeri e 1.26 m³ di carico; la capienza del serbatoio e di 3524 l e il rifornimento avviene dai serbatoi alle estremità alari.
La sicurezza nelle operazioni è garantita anche da un autopilota, un radar meteorologico a colori, un sistema di navigazione tattico e radio HF, VHF e UHF.
L'equipaggio è composto da due persone ed un sistema di navigazione automatico ne aumenta l'efficienza; quattro schermi a tubi catodici forniscono diverse informazioni ai piloti.